# Sorga (Bad Hersfeld)
Das Straßendorf Sorga ist ein Stadtteil von Bad Hersfeld im osthessischen Landkreis Hersfeld-Rotenburg.

## Geographie
Der Stadtteil liegt etwa vier Kilometer östlich der Innenstadt von Bad Hersfeld im Tal der Solz. Der Ort erstreckt sich entlang des Ufers der Solz und zieht sich die nördlichen Hänge am Petersberg 285 m ü. NN und dem Glasbachsrück hoch. 
Im Dorf selbst liegen die Solzer Höfe, nordwestlich der Bundesstraße 62, an der Solz. Weiterhin liegt der einzeln stehende Hof Oberrode (etwa 1,5 Kilometer westlich der Solzer Höfe) in der Stadtteilgemarkung. Weiterhin liegt der Obersberg (299,6 m ü. NN) mit dem Naturdenkmal „Kleines Seeloch“ (siehe dazu auch das Seeloch in Kathus) innerhalb der Gemarkungsgrenzen.
Das bebaute Gebiet liegt auf 210 m ü. NN im Nordwesten an der Solz und steigt bis auf 260 m ü. NN im Südosten an den Hängen vom Glasbachsrück an.

## Geschichte

### Ortsgeschichte
Die älteste bekannte urkundliche Erwähnung von Sorga erfolgte im Jahr 1526 als „Neuen Sorge“. Im Jahr 1533 erfolgte eine Erwähnung als „Höfe zu Sorge“.
Im Mittelalter führte bei Sorga die Altstraße durch die kurzen Hessen am Ort vorbei, die über eine Furt die Solz überquerte. Hier siedelten sich wohl schon früh Bauern an, die den Reisenden unter anderem Vorspanndienste anboten. Daraus entwickelte sich „Niedersultz“ (die Solzer Höfe). Als Dorf entwickelten sie sich wohl erst, entlang der neuen Landstraße, die an die Werra führte (heutige Bundesstraße).
Man nimmt an, dass es hier kurz vor dem Anstieg über den Seulingswald schon früh auch ein Fuhrmannsgasthaus mit dem Namen Sorge gab. Daraus ergab sich der heutige Ortsname. Der Name kann auch mit der Straßenlage zusammenhängen: Aus der neuen Grenze, damals genannt neue Zarge, konnte leicht die neue Sorge werden.
Seit 1612 gehörte der Ort zum Gericht Petersberg.
Melchior Rinck baute in den frühen Jahren der Reformation in Sorga eine größere Täufergemeinde auf, bis er 1529 festgenommen wurde. Seine Gemeinde wurde 1533 vom Landgrafen des Landes verwiesen. Viele wanderten nach Mähren aus. Auch der täuferische Sendbote Alexander (hingerichtet 1533 in Frankenhausen) war Anfang der 1530er Jahre in Sorga zu Gast. 
Die ev. Kirche wurde 1964/65 erbaut, ihre Dachform soll an ein Zelt erinnern, ungewöhnlich ist der freistehende Glockenturm, der zugleich den Eingang bildet.
Zum 31. Dezember 1971 wurde im Zuge der Gebietsreform in Hessen die bis dahin selbständige Gemeinde Sorga in die Kreisstadt Bad Hersfeld eingegliedert. Für den Stadtteil Allmershausen wurde ein Ortsbezirk mit Ortsbeirat und Ortsvorsteher nach der Hessischen Gemeindeordnung eingerichtet.

### Einwohnerentwicklung
Im Jahr 1610 gab es 51 Haushaltungen.
| Sorga: Einwohnerzahlen von 1834 bis 2011 | Sorga: Einwohnerzahlen von 1834 bis 2011 | Sorga: Einwohnerzahlen von 1834 bis 2011 | Sorga: Einwohnerzahlen von 1834 bis 2011 | Sorga: Einwohnerzahlen von 1834 bis 2011 |
| --- | ---------------------------------------- | ---------------------------------------- | ---------------------------------------- | ---------------------------------------- |
| Jahr |                                          |                                          |                                          | Einwohner                                |
| 1834 | 1834                                     |                                          | 617                                      | 617                                      |
| 1840 | 1840                                     |                                          | 670                                      | 670                                      |
| 1846 | 1846                                     |                                          | 694                                      | 694                                      |
| 1852 | 1852                                     |                                          | 650                                      | 650                                      |
| 1858 | 1858                                     |                                          | 621                                      | 621                                      |
| 1864 | 1864                                     |                                          | 718                                      | 718                                      |
| 1871 | 1871                                     |                                          | 602                                      | 602                                      |
| 1875 | 1875                                     |                                          | 595                                      | 595                                      |
| 1885 | 1885                                     |                                          | 596                                      | 596                                      |
| 1895 | 1895                                     |                                          | 616                                      | 616                                      |
| 1905 | 1905                                     |                                          | 663                                      | 663                                      |
| 1910 | 1910                                     |                                          | 672                                      | 672                                      |
| 1925 | 1925                                     |                                          | 757                                      | 757                                      |
| 1939 | 1939                                     |                                          | 984                                      | 984                                      |
| 1946 | 1946                                     |                                          | 1.317                                    | 1.317                                    |
| 1950 | 1950                                     |                                          | 1.310                                    | 1.310                                    |
| 1956 | 1956                                     |                                          | 1.190                                    | 1.190                                    |
| 1961 | 1961                                     |                                          | 1.150                                    | 1.150                                    |
| 1967 | 1967                                     |                                          | 1.213                                    | 1.213                                    |
| 1970 | 1970                                     |                                          | 1.279                                    | 1.279                                    |
| 1980 | 1980                                     |                                          | ?                                        | ?                                        |
| 1994 | 1994                                     |                                          | 1.496                                    | 1.496                                    |
| 2004 | 2004                                     |                                          | 1.538                                    | 1.538                                    |
| 2011 | 2011                                     |                                          | 1.458                                    | 1.458                                    |
| Datenquelle: Historisches Gemeindeverzeichnis für Hessen: Die Bevölkerung der Gemeinden 1834 bis 1967. Wiesbaden: Hessisches Statistisches Landesamt, 1968. Weitere Quellen: bis 1970 LAGIS; nach 1980. Stadt Bad Hersfeld; Zensus 2011 |                                          |                                          |                                          |                                          |

## Politik
Für Sorga besteht ein Ortsbezirk (Gebiete der ehemaligen Gemeinde Sorga) mit Ortsbeirat und Ortsvorsteher nach der Hessischen Gemeindeordnung.
Der Ortsbeirat besteht aus neuen Mitgliedern. Seit den Kommunalwahlen in Hessen 2021 gehören alle Mitglieder der SPD an. Ortsvorsteher ist Konstantin Witkowsky.

## Infrastruktur

### Verkehr
Durch den Ort führt die Bundesstraße 62. Bis 1993 hatte der Ort einen Bahnhof an der Strecke der Hersfelder Kreisbahn. Auf der ehemaligen Bahntrasse verläuft heute der Solztalradweg durch Sorga.
Südlich, oberhalb vom Ort auf dem Glasbachsrück, verläuft die Bundesautobahn 4.
Durch den Ort führen zwei Radwanderrouten. Der Solztalradweg ist inzwischen Teil des Bahnradwegs Hessen. Dieser führt von Hanau auf ehemaligen Bahntrassen circa 250 km durch den Vogelsberg und die Rhön und endet in Bad Hersfeld, sowie der Hessische Radfernweg R7. Der R7 steht unter dem Motto: „Von der Lahn zur Werra“ und führt über 215 km durch das Lahntal, den Vogelsberg und das Fuldatal.

### Sport
Der Schützenverein 1955 Sorga e. V. betreibt im Kellergeschoß der Mehrzweckhalle (Bommhutsweg 10) einen Luftgewehrstand, sowie im Schützenhaus (Straße Sölzerhöfe Richtung Oberrode, nach Ortsende links über den Bahnradweg, Koordinaten 50.8747, 9.7542, beim Parkplatz Kinderweg Solztal) eine Kleinkaliber- (KK-) Schießanlage.